# 32 Komenda Odcinka Hrubieszów
32 Komenda Odcinka Hrubieszów – samodzielny pododdział Wojsk Ochrony Pogranicza.

## Formowanie i zmiany organizacyjne
32 Komenda Odcinka sformowana została w 1945 w strukturze 7 Oddziału Ochrony Pogranicza. We wrześniu 1946 odcinek wszedł w skład Lubelskiemu Oddziałowi WOP nr 7.
W 1945 i na początku 1946 32 komenda odcinka wraz ze strażnicami stacjonowała w Hrubieszowie. 15 stycznia 1946 strażnice WOP wystawiły ze swojego składu pierwsze patrole.
W 1948, na bazie 32 Komendy Odcinka sformowano Samodzielny Batalion Ochrony Pogranicza nr 25.

## Struktura organizacyjna
Dyslokacja 32 Komendy Odcinka przedstawiała się następująco :
- komendantura odcinka i pododdziały sztabowe – Hrubieszów
- 146 strażnica – Dubienka
- 147 strażnica – Matcze
- 148 strażnica – Strzyżów
- 149 strażnica – Kosmów